# Veselyje ulybki
Veselyje ulybki (Ćirilica: Весёлые улыбки) je t.A.T.u.-ov treći ruski album (poznat i pod razvojnim nazivom Upravljenije otbrosami, ćirilica: Управление отбросами) objavljen 21. studenog 2008. Njegova engleska verzija je Waste Management objavljen 2010. Album je još poznat i pod imenom Happy Smiles. U Rusiji je prodan u više od 200 000 primjeraka.

## Popis pjesama
1. "Intro"                                    – 3:09
2. "Belyj plaščik (Белый плащик)"            – 3:14
3. "You and I"                                – 3:14
4. "Snegopady (Снегопады)"                   – 3:16
5. "220"                                      – 3:09
6. "Marsianskije glaza (Марсианские глаза)"   – 3:09
7. "Čelovečki (Человечки)"                   – 3:28
8. "Veselyje ulybki (Весёлые улыбки)"         – 2:05
9. "Running Blind"                            – 3:40
10. "Fly on the Wall"                          – 3:57
11. "Vremja Luny (Время Луны)"                – 3:24
12. "Ne žalej (Не жалей)"                    – 3:06

## Povijest objavljivanja
| Država                                                 | Datum               | Izdavač                | Format             |
| ------------------------------------------------------ | ------------------- | ---------------------- | ------------------ |
| Rusija                                                 | 17. listopadr 2008. | T.A. Music/Soyuz Music | preko interneta    |
| Rusija                                                 | 21. Studeni 2008.   | T.A. Music/Soyuz Music | CD                 |
| iTunes (Objavljeno s engleskim nazivom "Happy Smiles") | 21. Studeni 2008.   | T.A. Music/Soyuz Music | digitalni download |
| Amazon (Objavljeno s engleskim nazivom "Happy Smiles") | 21. studeni 2008.   | T.A. Music/Soyuz Music | digitalni download |

## Album na glazbenim ljestvicama
| Country    | Peak Position |
| ---------- | ------------- |
| Australija | 78            |
| Finska     | 8             |
| Francuska  | 88            |
| Rusija     | 7             |
| SAD        | 92            |

## Poveznice
- t.A.T.u.
- Waste Management